# Xestia khadoma
Xestia khadoma là một loài bướm đêm trong họ Noctuidae.